# Coupe du monde de marche 2010
Navigation
Tcheboksary 2008 Saransk 2012
La 24e édition de la Coupe du monde de marche s'est déroulée les 15 et 16 mai 2010 dans les rues de Chihuahua, au Mexique. 

## Podiums
| Épreuve                  | Or                | Or                 | Argent             | Argent             | Bronze               | Bronze             |
| ------------------------ | ----------------- | ------------------ | ------------------ | ------------------ | -------------------- | ------------------ |
| 20 km hommes             | Wang Hao (CHN)    | 1 h 22 min 35 s SB | Chu Yafei (CHN)    | 1 h 22 min 46 s    | Andrey Krivov (RUS)  | 1 h 22 min 54 s SB |
| 20 km hommes par équipes | Chine             | 9                  | Russie             | 25                 | Mexique              | 41                 |
| 50 km hommes             | Matej Tóth (SVK)  | 3 h 53 min 30 s SB | Horacio Nava (MEX) | 3 h 54 min 16 s SB | Jared Tallent (AUS)  | 3 h 54 min 55 s SB |
| 50 km par équipes        | Chine             | 21                 | Mexique            | 22                 | Russie               | 38                 |
| 20 km femmes             | María Vasco (ESP) | 1 h 31 min 55 s SB | Vera Santos (POR)  | 1 h 32 min 06 s    | Inês Henriques (POR) | 1 h 33 min 28 s    |
| 20 km femmes par équipes | Portugal          | 13                 | Espagne            | 22                 | Chine                | 32                 |

## Résultats détaillés

### 20 km marche hommes
| Rang | Athlète                   | Temps           | Note |
| ---- | ------------------------- | --------------- | ---- |
| 1    | Wang Hao CHN              | 1 h 22 min 35 s | SB   |
| 2    | Chu Yafei CHN             | 1 h 22 min 46 s |      |
| 3    | Andrey Krivov RUS         | 1 h 22 min 54 s | SB   |
| 4    | Erik Tysse NOR            | 1 h 22 min 55 s |      |
| 5    | Luis Fernando López COL   | 1 h 23 min 11 s |      |
| 6    | Chen Ding CHN             | 1 h 23 min 49 s |      |
| 7    | Eder Sánchez MEX          | 1 h 23 min 56 s |      |
| 8    | Sergey Bakulin RUS        | 1 h 24 min 05 s | SB   |
| 9    | Gustavo Restrepo COL      | 1 h 24 min 08 s | SB   |
| 10   | Yerko Araya CHI           | 1 h 24 min 23 s |      |
| 11   | Hassanine Sebei TUN       | 1 h 24 min 27 s | SB   |
| 12   | Ivano Brugnetti ITA       | 1 h 24 min 29 s | SB   |
| 13   | Miguel Ángel López ESP    | 1 h 24 min 32 s |      |
| 14   | Petr Trofimov RUS         | 1 h 25 min 03 s |      |
| 15   | Pedro Daniel Gómez MEX    | 1 h 25 min 09 s | SB   |
| 16   | Rafal Augustyn POL        | 1 h 25 min 28 s |      |
| 17   | Denis Strelkov RUS        | 1 h 25 min 30 s |      |
| 18   | José Ignacio Díaz ESP     | 1 h 25 min 55 s |      |
| 19   | Claudio Erasmo Vargas MEX | 1 h 26 min 19 s | SB   |
| 20   | Koichiro Morioka JPN      | 1 h 26 min 36 s |      |

### 50 km marche hommes
| Rang | Athlète                | Temps           | Note |
| ---- | ---------------------- | --------------- | ---- |
| 1    | Matej Tóth SVK         | 3 h 53 min 30 s | SB   |
| 2    | Horacio Nava MEX       | 3 h 54 min 16 s | SB   |
| 3    | Jared Tallent AUS      | 3 h 54 min 55 s | SB   |
| 4    | Si Tianfeng CHN        | 3 h 55 min 06 s | SB   |
| 5    | Jesús Angel García ESP | 3 h 55 min 41 s | SB   |
| 6    | Yūki Yamazaki JPN      | 3 h 55 min 44 s |      |
| 7    | Cristian Berdeja MEX   | 3 h 56 min 26 s | PB   |
| 8    | Li Lei CHN             | 3 h 56 min 46 s |      |
| 9    | Xu Faguang CHN         | 3 h 57 min 50 s |      |
| 10   | Sergey Sergachev RUS   | 3 h 58 min 11 s | PB   |
| 11   | Mikel Odriozola ESP    | 3 h 58 min 15 s | SB   |
| 12   | Yury Andronov RUS      | 3 h 58 min 21 s | SB   |
| 13   | Omar Zepeda MEX        | 3 h 59 min 39 s |      |
| 14   | Marco De Luca ITA      | 4 h 00 min 45 s | SB   |
| 15   | Chris Erickson AUS     | 4 h 03 min 56 s | SB   |
| 16   | Sergey Melentyev RUS   | 4 h 05 min 00 s | SB   |
| 17   | Rafal Sikora POL       | 4 h 05 min 02 s | SB   |
| 18   | Bertrand Moulinet FRA  | 4 h 05 min 08 s | SB   |
| 19   | José Leyver Ojeda MEX  | 4 h 05 min 23 s |      |
| 20   | Rodrigo Moreno COL     | 4 h 05 min 44 s | SB   |

### 20 km marche femmes
| Rang | Athlète                       | Temps           | Note |
| ---- | ----------------------------- | --------------- | ---- |
| 1    | María Vasco ESP               | 1 h 31 min 55 s | SB   |
| 2    | Vera Santos POR               | 1 h 32 min 06 s |      |
| 3    | Inês Henriques POR            | 1 h 33 min 28 s |      |
| 4    | Vera Sokolova RUS             | 1 h 33 min 54 s |      |
| 5    | Li Yanfei CHN                 | 1 h 34 min 18 s |      |
| 6    | Anisya Kirdyapkina RUS        | 1 h 34 min 47 s |      |
| 7    | Mayumi Kawasaki JPN           | 1 h 34 min 53 s |      |
| 8    | Ana Cabecinha POR             | 1 h 34 min 57 s |      |
| 9    | Jess Rothwell AUS             | 1 h 35 min 04 s | SB   |
| 10   | María José Poves ESP          | 1 h 35 min 38 s |      |
| 11   | Beatriz Pascual ESP           | 1 h 36 min 08 s |      |
| 12   | Kristina Saltanovic LTU       | 1 h 36 min 28 s |      |
| 13   | Liu Hong CHN                  | 1 h 36 min 34 s |      |
| 14   | Shi Yang CHN                  | 1 h 37 min 38 s |      |
| 15   | Yang Yawei CHN                | 1 h 37 min 38 s |      |
| 16   | Susana Feitor POR             | 1 h 37 min 58 s | SB   |
| 17   | Zuzana Schindlerová CZE       | 1 h 38 min 06 s |      |
| 18   | Li Li CHN                     | 1 h 38 min 59 s |      |
| 19   | Claire Tallent AUS            | 1 h 39 min 08 s |      |
| 20   | Maria del Rosario Sánchez MEX | 1 h 39 min 16 s |      |